# Kintour River
Der Kintour River ist ein Fluss auf der schottischen Hebrideninsel Islay.

## Beschreibung
Der Kintour entsteht durch den Zusammenfluss zweier Bergbäche, dem aus Loch Dearg an Sgorra abfließenden Abhainn Staoin und einem aus Loch an Clach abfließenden namenlosen Bach. Auf seinem Lauf durchfließt der vornehmlich in östlicher Richtung verlaufende Kintour River den dünnbesiedelten Südosten der Insel. Er passiert die kleine Streusiedlung Kintour, bevor er sich etwa einen Kilometer nordöstlich dieser in die Aros Bay ergießt. Nördlich von Kintour nimmt er zuvor die aus den Seen Loch a’ Mhaoil und Loch Tallant abfließenden Bäche auf. Inklusive des Quellbachs Staoin beträgt die Länge des Kintor 8,79 Kilometer. Die Länge des Kintour selbst ist mit 5,5 Kilometern angegeben.
Entlang des Kintour Rivers wurden verschiedene Überreste früherer Besiedlung gefunden. Auf einer 15 m hohen Anhöhe befand sich einst ein Dun. Dieser umfasste ein Areal von 18 m × 11 m und war von einer zwischen 2 und 3,5 m mächtigen und einen Meter hohen Mauer umgeben. Wenige hundert Meter entfernt befinden sich die Überreste dreier Rundhütten. Diese durchmaßen zwischen 4,5 und 7,5 m und besaßen bis zu 2,5 m mächtiges Mauerwerk. Im Bereich des Oberlaufs befinden sich möglicherweise die Überreste einer Shieling-Hütte.